# Rhopalocarpus suarezensis
Rhopalocarpus suarezensis là một loài thực vật có hoa trong họ Sphaerosepalaceae. Loài này được Capuron ex Bosser miêu tả khoa học đầu tiên năm 1973.